# Constantin, Prinț Ereditar de Löwenstein-Wertheim-Rosenberg
Konstantin Josef  zu Löwenstein-Wertheim-Rosenberg (n 28 septembrie 1802, Kleinheubach - d. 27 decembrie 1838 ) a fost un prinț ereditar german, cunoscut și ca publicist.

## Biografie
A fost fiul cel mare și moștenitorul Prințului Karl Thomas de Löwenstein-Wertheim-Rosenberg și a soției acestuia, Sophie de Windisch-Graetz. Constantin a murit înaintea tatălui său.
Bunicii paterni au fost Dominic Constantin, Prinț de Löwenstein-Wertheim-Rochefort (1762–1814) și prima lui soție Marie Leopoldine de Hohenlohe-Bartenstein. Dominic a moștenit titlul de "Löwenstein-Wertheim-Rochefort" în 1780 însă l-a modificat în cel de "Löwenstein-Wertheim-Rosenberg" în 1789. Bunicii materni au fost Joseph Nicholas, Conte de Windisch-Graetz și cea de-a doua soție Leopoldine de Arenberg.
Constantin a avut cinci surori mai mici, el fiind singurul fiu și speranța menținerii dinastiei. Educația sa a cuprins studiul filosofiei, istoriei și legilor constituționale. La sfârșitul anilor 1820 a devenit jurnalist. În articolele sale din ziare și scrierile publicate parțial anonim a reprezentat vehement interesele lorzilor. Constantin Löwenstein a fost considerat un oponent ferm al liberalismului.
La 31 mai 1827, Constantin s-a căsătorit cu Prințesa Agnes de Hohenlohe-Langenburg. Ea era fiica Prințului Karl Ludwig de Hohenlohe-Langenburg (1762–1825) și a Amaliei, Contesă de Solms-Baruth. Cuplul a avut doi copii:
- Adelaide de Löwenstein-Wertheim-Rosenberg (3 aprilie 1831 - 16 decembrie 1909). În 1851, ea s-a căsătorit cu fostul rege Miguel de Braganza, care a domnit în Portugalia din 1828 până în 1834.
- Karl Heinrich, Prinț de Löwenstein-Wertheim-Rosenberg (21 mai 1834 – 8 noiembrie 1921. S-a căsătorit cu Prințesa Sophie de Liechtenstein.